# Opadanka
Opadanka (někdy též hrabanka) je diagnostický půdní horizont tvořený nerozloženými opadanými částmi rostlin. Jedná se o nejvrchnější vrstvu nadložního humusu a značí se písmenem L.

## Popis a vznik
Opadanka je tvořena opadanými částmi rostlin (jehličí, listy, kůra, větve aj.), které většinou ztratili svou původní barvu, ale ještě neprošly fází rozkladu a jejich struktura zůstala nezměněná. V lesní opadance se vyskytuje velké množství bezobratlých živočichů, kteří často napomáhají jejímu rozkladu a přeměně v humus. Pod vrstvou opadanky se nachází horizont drti (F).
Opadanka se dále dělí na dva subhorizonty:
- horizont nové opadanky – Ln (čerstvě opadaný rostlinný materiál bez známek rozkladu)

- horizont změněné opadanky – Lv (starší opad s prvními známkami rozkladu, stále však nerozmělněný)[1]